# Estación de Los Rosales
Los Rosales es una estación ferroviaria situada en el municipio español de Tocina, en la provincia de Sevilla, comunidad autónoma de Andalucía. Se encuentra ubicada en la localidad de Los Rosales.
La estación constituye un nudo ferroviario en el que se bifurcan las líneas Alcázar de San Juan-Cádiz y Mérida-Los Rosales, circunstancia gracias a la cual sus instalaciones han gozado tradicionalmente de una cierta importancia. La estación dispone de servicios de Media Distancia y forma parte de las líneas C-1 y C-3 de la red de Cercanías Sevilla. Además, las instalaciones también cumplen funciones logísticas, contando con una amplia playa de vías para maniobras.

## Situación ferroviaria
Las instalaciones, que se encuentran situadas a 32 metros de altitud sobre el nivel del mar, forma parte del trazado de las siguientes líneas férreas:
- Línea férrea de ancho ibérico Alcázar de San Juan-Cádiz, punto kilométrico 536,338.[1]
- Línea férrea de ancho ibérico Mérida-Los Rosales, punto kilométrico 204,709.[2]

## Historia
La estación fue abierta al tráfico el 2 de junio de 1859 con la puesta en marcha del tramo Lora del Río-Sevilla de la línea que pretendía unir Sevilla con Córdoba. Las obras y la explotación inicial de la concesión corrieron a cargo de la Compañía del Ferrocarril de Córdoba a Sevilla, que se constituyó a tal efecto. Inicialmente la estación En 1875, MZA compró la compañía para unir la presente línea al trazado Madrid-Córdoba logrando, así, enlazar Madrid con Sevilla. Años más tarde se establecería una bifurcación tras la entrada en servicio de una nueva línea férrea que llegaba a Mérida.   
En sus primeros tiempos la estación era denominada «Tocina», dando servicio a la localidad que se situaba a varios kilómetros. Inicialmente se trató de un primitivo edificio de madera. Más adelante las instalaciones pasaron a ser conocidas como «Tocina-Empalme», para diferenciarlas respecto al recinto ferroviario de «Tocina-Pueblo». Años después la compañía MZA decidió renombrar la estación, pasando a adoptar el nombre de «Los Rosales» a partir del 1 de agosto de 1914.
Durante muchos años en la estación de Los Rosales llegó a tener su base una reserva de locomotoras para la línea Córdoba-Sevilla. En 1941, tras la nacionalización de los ferrocarriles de ancho ibérico, las instalaciones pasaron a manos de la empresa estatal RENFE.  Desde el 1 de enero de 2005, tras la extinción de RENFE, el ente Adif es el titular de las instalaciones ferroviarias mientras que Renfe Operadora realiza la explotación comercial.

## La estación

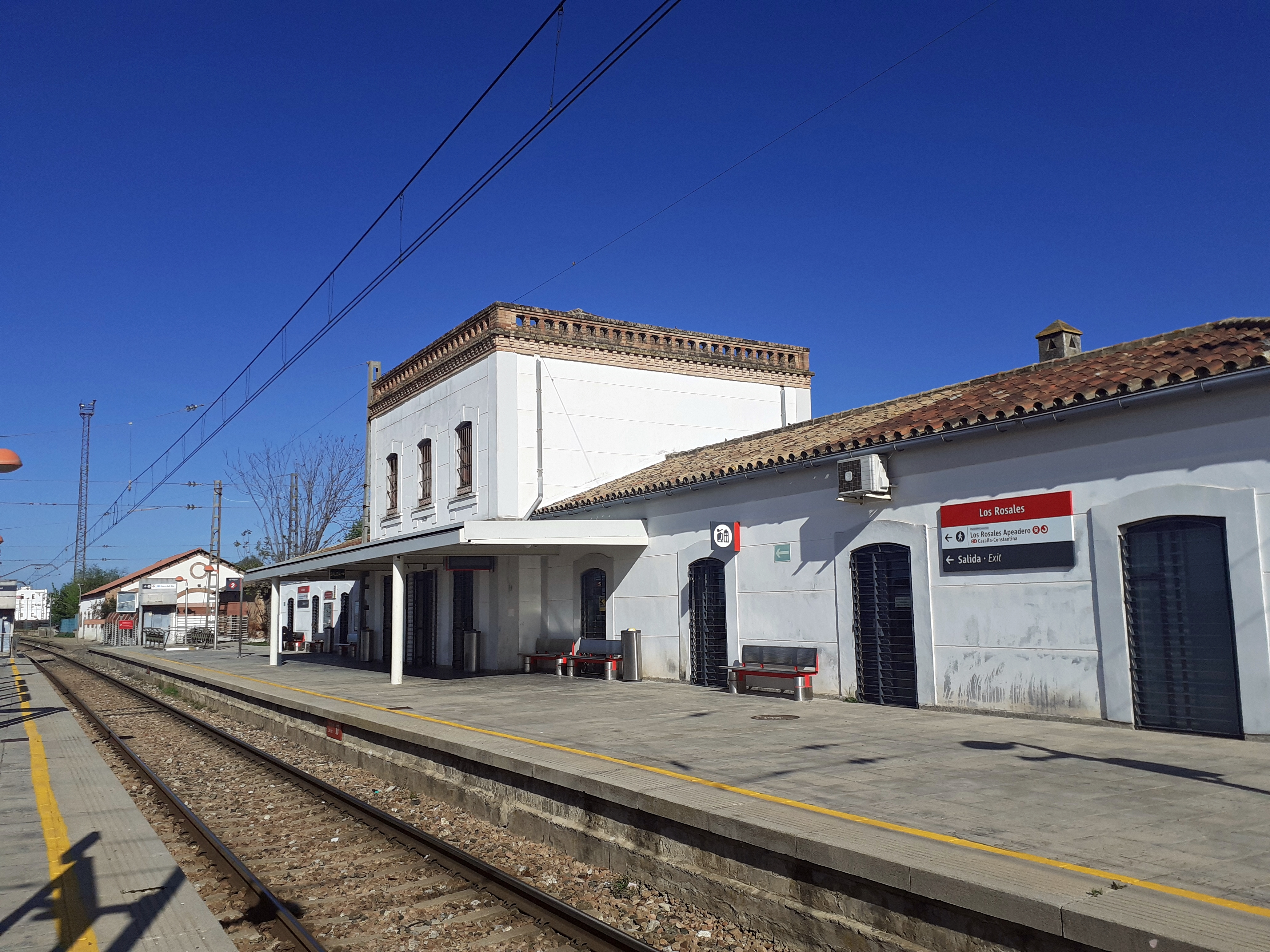
Edificio de la estación (2024).

El edificio para viajeros es una estructura de base rectangular con un cuerpo central de dos alturas y dos alas laterales de planta baja. La unión de la línea que viene de Mérida con la línea general desde Madrid a Sevilla dotan a este punto de una amplia playa de vías compuesta por dos vías principales (vías 1 y 2), ocho vías derivadas (vías 3, 4, 5, 6, 7, 8, 11 y 12) y diversas vías muertas algunas de las cuales carecen de numeración. Antiguamente disponía de una rotonda giratoria y cocheras para la reserva de locomotoras.
A corta distancia del edificio principal de la estación se encuentra situado un sencillo apeadero, con marquesina, en el que efectúan parada los trenes que realizan los servicios entre Sevilla y Mérida.

## Servicios ferroviarios

### Media Distancia
Únicamente efectúa parada un tren MD por sentido que permite conexiones directas con Cáceres, Mérida, Zafra y Sevilla, aunque la expedición tiene prolongado su recorrido hasta Madrid-Atocha Cercanías, mediante otras líneas MD. Curiosamente, los trenes de Media Distancia que unen Sevilla con Córdoba y Jaén no paran en esta estación. 
| Línea MD | Trenes | Origen/Destino      |  | Destino/Origen                  |
| -------- | ------ | ------------------- |  | ------------------------------- |
| 74       | MD     | Sevilla-Santa Justa |  | Cáceres Madrid-Atocha Cercanías |

### Cercanías
La estación está integrada dentro de las líneas C-1 y C-3 de la red de Cercanías Sevilla operada por Renfe.
| procedencia/destino | < estación | Línea | estación > | destino/procedencia |
| ------------------- | ---------- | ----- | ---------- | ------------------- |
| Lora del Río        | Guadajoz   |       | Cantillana | UtreraLebrija       |
| Cazalla-Constantina | Tocina     |       | Cantillana | Sevilla-Santa Justa |